# Dominikanska republiken i olympiska sommarspelen 2004
Dominikanska republiken i olympiska sommarspelen 2004 bestod av idrottare som blivit uttagna av Dominikanska republikens olympiska kommitté.

## Bordtennis
| Idrottare | Gren       | Omgång 1             | Omgång 2             | Omgång 3             | Omgång 4             | Kvartsfinaler        | Semifinaler          | Final                |                  |
| Idrottare | Gren       | Motståndare Resultat | Motståndare Resultat | Motståndare Resultat | Motståndare Resultat | Motståndare Resultat | Motståndare Resultat | Motståndare Resultat |                  |
| --------- | ---------- | -------------------- | -------------------- | -------------------- | -------------------- | -------------------- | -------------------- | -------------------- | ---------------- |
| Wu Xue    | Damsingel  | Fadeyeva (RUS) W 4-1 | Fujinuma (JPN) L 0-4 | Gick inte vidare     | Gick inte vidare     | Gick inte vidare     | Gick inte vidare     | Gick inte vidare     | Gick inte vidare |
| Lin Ju    | Herrsingel | Yuzawa (JPN) W 4-1   | Smirnov (RUS) W 4-1  | Saive (BEL) W 4-2    | Wang (CHN) L 1-4     | Gick inte vidare     | Gick inte vidare     | Gick inte vidare     | Gick inte vidare |

## Boxning
| Idrottare          | Gren            | Sextondelsfinaler      | Åttondelsfinaler      | Kvartsfinaler        | Semifinaler          | Final                | Final            |
| Idrottare          | Gren            | Motståndare Resultat   | Motståndare Resultat  | Motståndare Resultat | Motståndare Resultat | Motståndare Resultat | Placering        |
| ------------------ | --------------- | ---------------------- | --------------------- | -------------------- | -------------------- | -------------------- | ---------------- |
| Juan Carlos Payano | Flugvikt        | Vankeev (BLR) W 26-18  | Thomas (FRA) L 17-36  | Gick inte vidare     | Gick inte vidare     | Gick inte vidare     | Gick inte vidare |
| Argenis Mendez     | Bantamvikt      | Tretyak (UKR) L 24-30  | Gick inte vidare      | Gick inte vidare     | Gick inte vidare     | Gick inte vidare     | Gick inte vidare |
| Manuel Félix Díaz  | Lättvikt        | BYE                    | Yeleuov (KAZ) L 16-28 | Gick inte vidare     | Gick inte vidare     | Gick inte vidare     | Gick inte vidare |
| Isidro Mosquea     | Lätt weltervikt | Nafil (MAR) L 40-42    | Gick inte vidare      | Gick inte vidare     | Gick inte vidare     | Gick inte vidare     | Gick inte vidare |
| Juan Ubaldo        | Mellanvikt      | N'Jikam (CMR) L 22-22+ | Gick inte vidare      | Gick inte vidare     | Gick inte vidare     | Gick inte vidare     | Gick inte vidare |

## Brottning
Grekisk-romersk
| Jansel Ramírez | 55 kg | Pool 1 Toyota (JPN) L 0-11 Majoros (HUN) L 0-5 | 3 | Gick inte vidare | Gick inte vidare | Gick inte vidare | Gick inte vidare |

## Friidrott
Herrar
Bana, maraton och gång
| Idrottare      | Gren           | Heat     | Heat      | Kvartsfinal      | Kvartsfinal      | Semifinal        | Semifinal        | Final            | Final            |
| Idrottare      | Gren           | Resultat | Placering | Resultat         | Placering        | Resultat         | Placering        | Resultat         | Placering        |
| -------------- | -------------- | -------- | --------- | ---------------- | ---------------- | ---------------- | ---------------- | ---------------- | ---------------- |
| Juan Sainfleur | 100 meter      | DNF      | x         | Gick inte vidare | Gick inte vidare | Gick inte vidare | Gick inte vidare | Gick inte vidare | Gick inte vidare |
| Carlos Santa   | 400 meter      | 45.31    | 1 Q       | i.u.             | i.u.             | 45.58            | 4                | Gick inte vidare | Gick inte vidare |
| Félix Sánchez  | 400 meter häck | 48.51    | 1 Q       | i.u.             | i.u.             | 47.93            | 1 Q              | 47.63            | 1                |

Damer
Fältgrenar och sjukamp
| Idrottare      | Gren        | Kval     | Kval      | Final            | Final            |
| Idrottare      | Gren        | Resultat | Placering | Resultat         | Placering        |
| -------------- | ----------- | -------- | --------- | ---------------- | ---------------- |
| Juana Arrendel | Höjdhopp    | 1.89     | =16       | Gick inte vidare | Gick inte vidare |
| Fior Vásquez   | Kulstötning | 17.99    | 14        | Gick inte vidare | Gick inte vidare |

## Judo
Herrar
| Idrottare            | Gren                     | Sextondelsfinal                | Åttondelsfinal           | Kvartsfinal          | Semifinal            | Återkval                              | Final                | Final            |
| Idrottare            | Gren                     | Motståndare Resultat           | Motståndare Resultat     | Motståndare Resultat | Motståndare Resultat | Motståndare Resultat                  | Motståndare Resultat | Placering        |
| -------------------- | ------------------------ | ------------------------------ | ------------------------ | -------------------- | -------------------- | ------------------------------------- | -------------------- | ---------------- |
| Modesto Lara         | Extra lättvikt (-60 kg)  | Nomura (JPN) L 0000-1120       | Gick inte vidare         | Gick inte vidare     | Gick inte vidare     | Omgång 1 Gussenberg (GER) L 0000-0012 | Gick inte vidare     | Gick inte vidare |
| Juan Carlos Jacinto  | Halv lättvikt (-66 kg)   | Kipshakbayev (KAZ) L 0000-0100 | Gick inte vidare         | Gick inte vidare     | Gick inte vidare     | Gick inte vidare                      | Gick inte vidare     | Gick inte vidare |
| José Miguel Boissard | Halv mellanvikt (-81 kg) | Wanner (GER) L 0000-1001       | Gick inte vidare         | Gick inte vidare     | Gick inte vidare     | Gick inte vidare                      | Gick inte vidare     | Gick inte vidare |
| Vicbart Geraldino    | Mellanvikt (-90 kg)      | Besoli (AND) W 1000-0000       | Gordon (GBR) L 0001-1000 | Gick inte vidare     | Gick inte vidare     | Omgång 1 Kelly (AUS) L 0000-1010      | Gick inte vidare     | Gick inte vidare |
| Jose Eugenio Vasquez | Halv tungvikt (-100 kg)  | Peltola (FIN) L 0001-1001      | Gick inte vidare         | Gick inte vidare     | Gick inte vidare     | Gick inte vidare                      | Gick inte vidare     | Gick inte vidare |

## Taekwondo
| Idrottare        | Gren             | Åttondelsfinaler     | Kvartsfinaler        | Semifinaer           | Återkval              | Bronsmatch           | Final                | Final     |
| Idrottare        | Gren             | Motståndare Resultat | Motståndare Resultat | Motståndare Resultat | Motståndare Resultat  | Motståndare Resultat | Motståndare Resultat | Placering |
| ---------------- | ---------------- | -------------------- | -------------------- | -------------------- | --------------------- | -------------------- | -------------------- | --------- |
| Gabriel Mercedes | Herrarnas −58 kg | Salazar (MEX) L 1–10 | Gick inte vidare     | Gick inte vidare     | Sjaposjnyk (UKR) W WO | Bayoumi (EGY) L WO   | Gick inte vidare     | 5         |